# Donja Gračenica
Donja Gračenica – wieś w Chorwacji, w żupanii sisacko-moslawińskiej, w gminie Popovača. W 2011 roku liczyła 805 mieszkańców.